# Szczegliki
Szczegliki (biał. Чэглікі, Czehliki; ros. Чеглики, Czegliki) – chutor na Białorusi, w obwodzie grodzieńskim, w rejonie werenowskim, w sielsowiecie Podhorodno, przy granicy z Litwą.
Dawniej wieś występowała także pod nazwami Ansztokolnia i Ausztokolnia. W dwudziestoleciu międzywojennym leżała w Polsce, w województwie nowogródzkim, w powiecie lidzkim, w gminach Aleksandrowo (do 1925), Mackiszki (1925 - 1929) oraz Bieniakonie (od 1929). Po II wojnie światowej w granicach Związku Radzieckiego. Od 1991 w niepodległej Białorusi.